# Boulder Junction
Boulder Junction es un pueblo ubicado en el condado de Vilas en el estado estadounidense de Wisconsin. En el Censo de 2010 tenía una población de 933 habitantes y una densidad poblacional de 3,67 personas por km².

## Geografía
Boulder Junction se encuentra ubicado en las coordenadas 46°5′58″N 89°41′8″O / 46.09944, -89.68556. Según la Oficina del Censo de los Estados Unidos, Boulder Junction tiene una superficie total de 254.01 km², de la cual 200.05 km² corresponden a tierra firme y (21.24%) 53.95 km² es agua.

## Demografía
Según el censo de 2010, había 933 personas residiendo en Boulder Junction. La densidad de población era de 3,67 hab./km². De los 933 habitantes, Boulder Junction estaba compuesto por el 97.75% blancos, el 0% eran afroamericanos, el 1.07% eran amerindios, el 0.21% eran asiáticos, el 0% eran isleños del Pacífico, el 0.11% eran de otras razas y el 0.86% pertenecían a dos o más razas. Del total de la población el 0.43% eran hispanos o latinos de cualquier raza.